# George Brown Goode

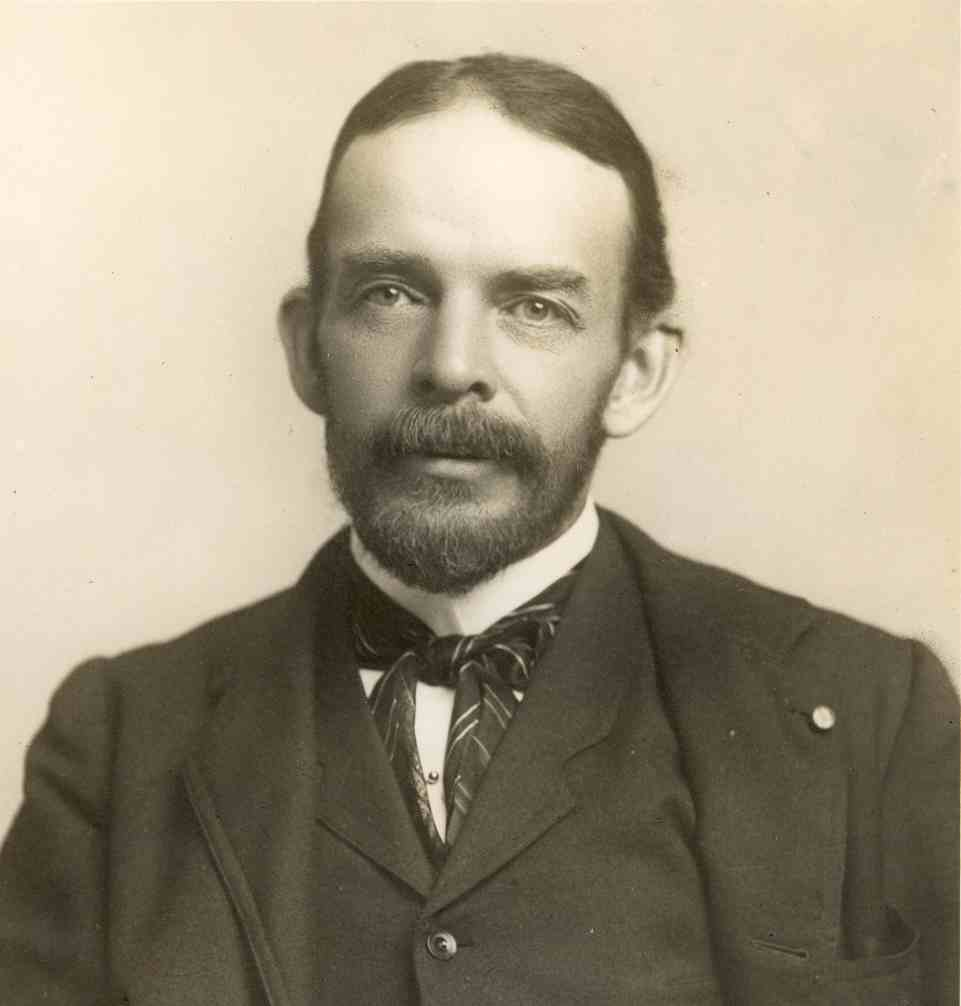
George Brown Goode

George Brown Goode (* 13. Februar 1851 in New Albany, Indiana; † 6. September 1896 in Washington, D.C.) war ein US-amerikanischer Ichthyologe.

## Leben
George Brown Goode wurde am 13. Februar 1851 in New Albany geboren. Seine Mutter starb nach seinem ersten Lebensjahr. Nach der Wiederheirat seines Vaters, zog die Familie 1857 nach Amenia. Während seiner Kindheit genoss er eine private Bildung. 1866 studierte er Naturwissenschaft an der Wesleyan University und machte seinen Abschluss 1870. Anschließend ging er für eine kurze Zeit an die Cambridge University und studierte unter Louis Agassiz. Danach übernahm er die Leitung des Museums für Naturkunde an der Wesleyan University und war freiwillig für die U.S. Commission on Fish and Fisheries tätig.
Während seiner Tätigkeit bei der U.S. Commission on Fish and Fisheries traf er 1872 auf Spencer Fullerton Baird, mit dem ihn im Laufe der Zeit eine tiefe Freundschaft verband. Ab 1873 arbeiteten die zwei eng zusammen an der Smithsonian Institution. Im Jahre 1877 bekam Goode dort eine Vollzeitstelle, zuerst als Assistent und später als Kurator. Nach Bairds Tod übernahm George Brown Goode die Leitung des Instituts.
George Brown Goode unternahm nur wenige Expeditionen. Er war vor allem als Administrator an
verschiedenen Museen tätig. Er erforschte bei drei wissenschaftlichen Expeditionen die Tiefsee und studierte unter anderem Chimären, Plattfische und Heilbutte. Neben seiner Leidenschaft für die Ichthyologie war er an der historischen Geschichte der Wissenschaft interessiert, vor allem an der historischen Entwicklung der Wissenschaft in Nordamerika.
Er gehörte am 13. Januar 1888 zu den Gründungsmitgliedern der National Geographic Society. Im gleichen Jahr wurde er in die National Academy of Sciences und die American Academy of Arts and Sciences gewählt.
Am 6. September 1896 starb George Brown Goode im Alter von 45 Jahren in Washington D.C. an einer Lungenentzündung. Er wurde auf dem Oak Hill Cemetery im Stadtteil Georgetown beigesetzt.

## Nachwirken

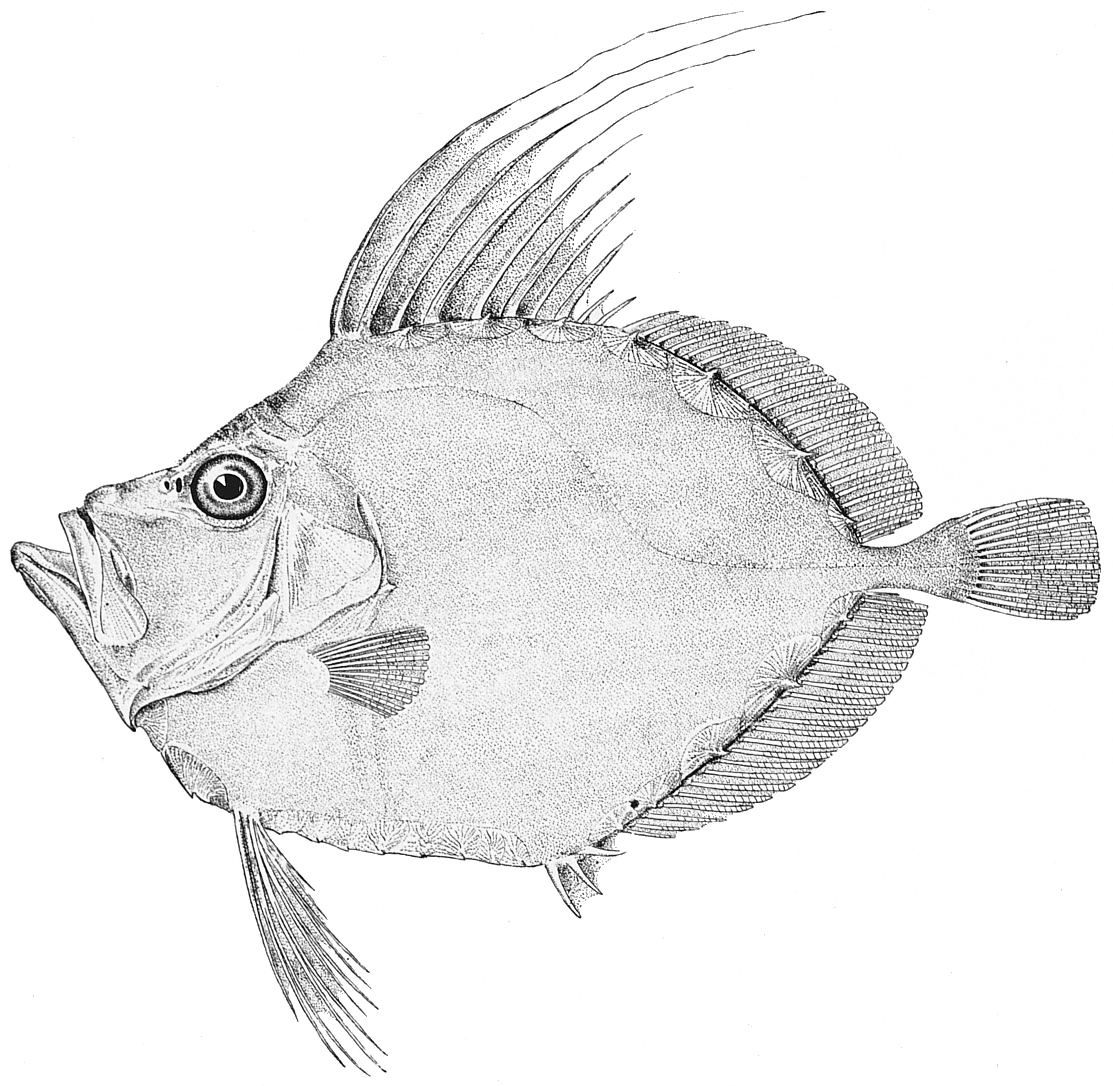
Zenopsis conchifera; Illustration von George Brown Goode

Der Zoologe David Starr Jordan benannte im Jahre 1880 die Gattung Goodea aus der Familie der Hochlandkärpflinge (Goodeidae) nach ihm. Daraus resultiert auch der wissenschaftliche Name der Familie.
Weitere Arten, die nach George Brown Goode benannt wurden, sind:
- Stachelfisch (Ptilichthys goodei)
- Lucania goodei
- Myliobatis goodei
- Paralonchurus goodei
- Sebastes goodei
- Trachinotus goodei

## Werke (Auswahl)
- Catalog of the Fishes of the Bermudas (1876)
- The Natural and Economical History of the American Menhaden (1879)
- The Fisheries and Fishing Industries of the United States (1887)
- American Fishes (1888)
- Oceanic Ichthyology (1896; zusammen mit Tarleton Hoffman Bean)